# رود گیردیمان
رود گیردیمان (انگلیسی: Girdimanchay) یکی از ریزابه‌های رودخانه کورا در کشور جمهوری آذربایجان است.
رود گیردیمان از دامنه‌های جنوبی کوه باباداغ (۳۶۲۹.۶ متر (۱۱۹۰۸ پا) بالاتر از سطح دریا) در شهرستان قوبا سرچشمه می‌گیرد، سپس از میان شهرستان‌های اسماعیلی، آغ‌سو و کردامیر می‌گذرد. معمولاً گل و لای و سیل‌های شدیدی در رودخانه رخ می‌دهد. در دشت شیروان از آب رودخانه برای تامین نیازهای کشاورزی و تامین آب شهر کردامیر و آبادی‌های پیرامون آن استفاده می‌شود.